# Planeta Azul
Planeta Azul è il primo album in studio della cantante spagnola Ruth Lorenzo, pubblicato nell'ottobre 2014.
Con il brano Dancing in the Rain l'artista ha partecipato all'Eurovision Song Contest 2014.

## Tracce
1. Planeta Azul – 3:09
2. Gigantes – 3:36
3. Noche en blanco – 3:03
4. Parar el tiempo – 3:36
5. Renuncio – 3:47
6. Rey de corazones (con Miguel Poveda) – 3:53
7. Vulnerable – 3:38
8. 1, 2, 3 – 3:46
9. Inevitable – 3:12
10. Patito feo – 3:37
11. Flamingos – 3:23
12. Eva – 4:18
13. Te veo – 3:53
14. Dancing in the Rain – 2:52
15. Renuncio (Acoustic version) – 3:35
16. Gigantes (Acoustic version) – 3:26

## Classifiche
| Classifica (2014) | Posizione massima |
| ----------------- | ----------------- |
| Spagna            | 8                 |